# Bánk
Bánk è un comune dell'Ungheria di 682 abitanti (dati 2001). È situato nella contea di Nógrád.